# Großsteingrab Sassenholz

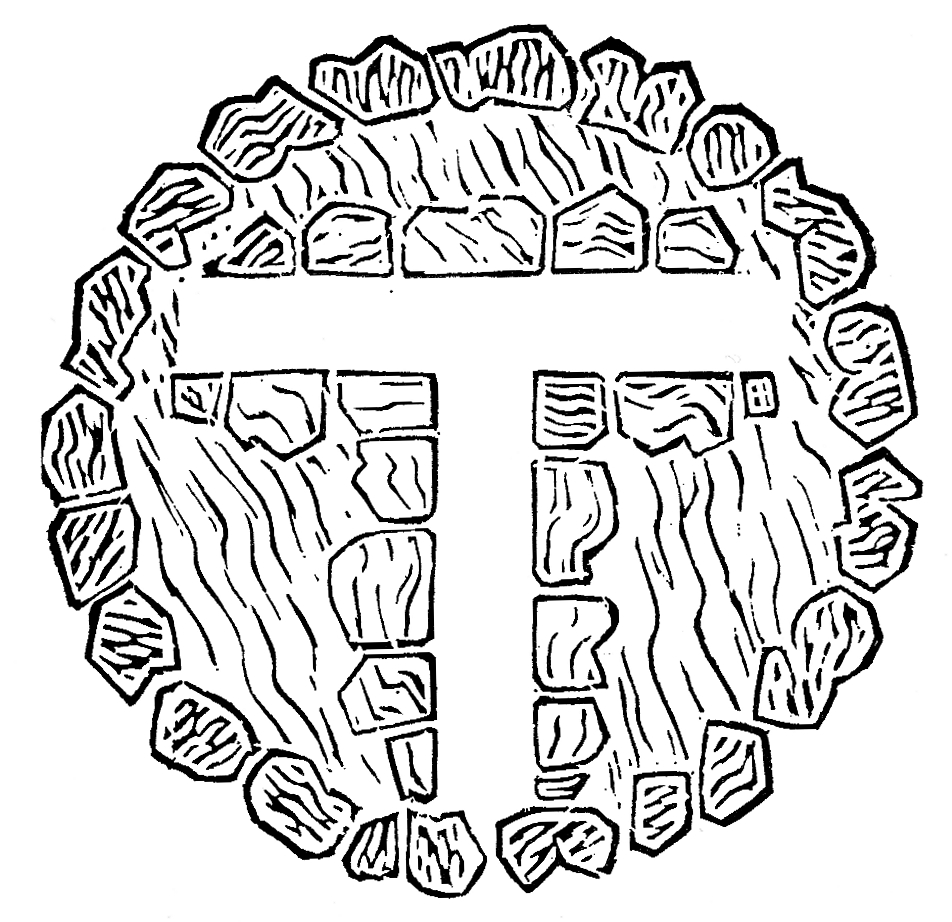
Grundrisszeichnung des Großsteingrabes Sassenholz

Das Großsteingrab Sassenholz war eine megalithische Grabanlage der jungsteinzeitlichen Trichterbecherkultur bei Sassenholz, einem Ortsteil von Heeslingen im Landkreis Rotenburg (Wümme) (Niedersachsen). Es wurde im 19. Jahrhundert zerstört.

## Lage
Das Grab befand sich westlich von Sassenholz beim Wohnplatz Twistenbostel an der Grenze eines Heiderückens und eines Moores.

## Beschreibung
Die Anlage besaß eine runde Hügelschüttung aus schwarzer Erde, die vollständig von Steinen umringt war, die etwa 3–4 Fuß (Einheit) (ca. 0,9–1,2 m) aus dem Boden ragten. Der Hügel barg eine Grabkammer, bei der es sich um ein Ganggrab handelte. Die Kammer war nord-südlich orientiert und hatte eine Länge von 20 Fuß (ca. 5,8 m), eine Breite von 4,5 Fuß (ca. 1,3 m) sowie eine Höhe von 4 Fuß (ca. 1,2 m). Die Rekonstruktionszeichnung gibt für die westliche Langseite fünf und für die östliche sechs Wandsteine an. Abschlusssteine an den Schmalseiten sind nicht eingezeichnet. In die Mitte der östlichen Langseite mündete ein Gang, ebenfalls 5,8 m lang und 1,3 m breit war. Laut Zeichnung besaß er auf jeder Langseite vier Wandsteine. Gang und Kammer besaßen Decksteine, deren genaue Zahl aber nicht überliefert ist. Gräber mit solch langen Gängen kommen in Dänemark und Schweden häufig vor, sind aber für Niedersachsen sehr ungewöhnlich.
Kammer und Gang waren in gleicher Weise verfüllt. Auf dem anstehenden Boden war zunächst eine Schicht aus Holzkohle, Asche und schwarzer Erde aufgebracht. Diese war 2–3 Zoll (ca. 5–7 cm) dick. Darüber waren kopfgroße Granitsteine etwa 3–3,5 Fuß (ca. 0,9–1,0 m) hoch aufgeschichtet. Darüber war wiederum eine Brandschicht aufgetragen, die allerdings etwas dicker als die untere war. Da auch die Seitenwände schwarz gefärbt waren, muss das Material innerhalb von Gang und Kammer verbrannt worden sein.

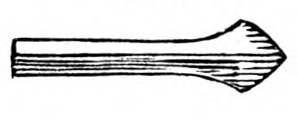
Meißelförmiges Feuersteingerät aus dem Großsteingrab Sassenholz

Trotz seines guten Erhaltungszustandes wurden in dem Grab offenbar nur wenige Funde gemacht. Weder Skelettreste noch Keramik wurden gefunden. Lediglich zwei Gegenstände wurden beschrieben: Bei dem ersten handelte es sich um eine ungewöhnliche, bearbeitete Granitplatte, die in der Steinschichtung gefunden wurde. Sie war quadratisch, hatte eine Seitenlänge von knapp einem Fuß (ca. 29 cm) und eine Dicke von 4 Zoll (ca. 9,7 cm). In der Mitte einer Breitseite befand sich eine kreisförmige Vertiefung von 3 Zoll (ca. 7,3 cm). Die Platte zerbrach bei ihrer Bergung und wurde nicht aufbewahrt. Bei dem zweiten Gegenstand handelte es sich um ein meißelförmiges Gerät aus Feuerstein, das in der oberen Brandschicht gefunden wurde. Das Gerät gelangte in Privatbesitz und ist heute verschollen.